# Caspar Heinrich Steelmann

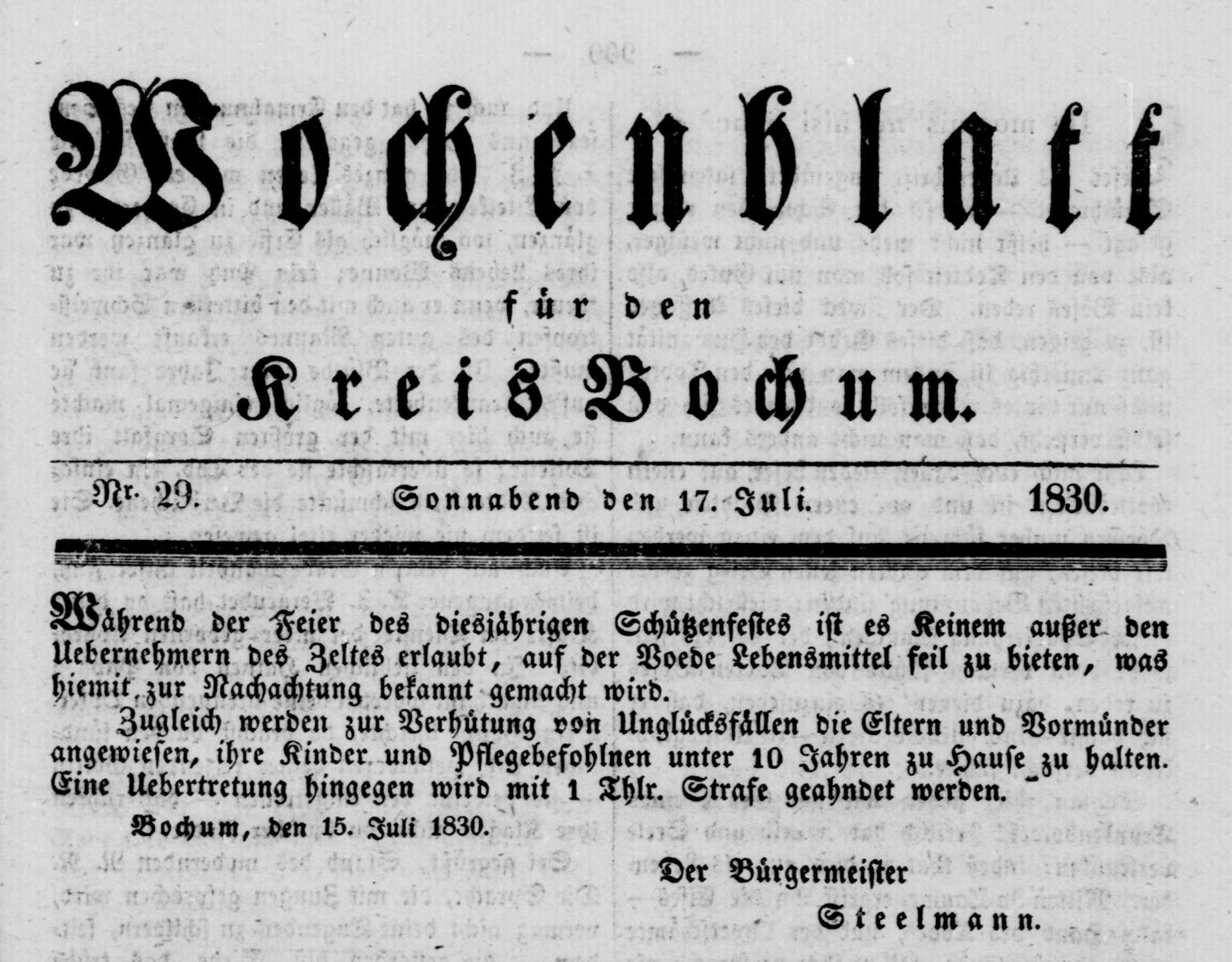
Anordnung von Bürgermeister Steelmann, 1830

Caspar Heinrich Steelmann (* 25. März 1766 in Eickel; † 10. Februar 1836) war Bürgermeister von Bochum.
Der in Eickel geborene Steelmann stammt aus einfachen Verhältnissen, sein Vater war ein kleiner Kötter. Steelmann war in der französischen Zeit seit 1810 Maire von Herne gewesen. Seit 1815 unterstützte er zeitweilig den betagten Bochumer Bürgermeister Dr. Jacobi. Ab 1817 bis 1830 war er dann zugleich Bürgermeister von Bochum und Herne.
Ein alter Streit, den es zwischen 1768 und 1776 zwischen der Stadt Bochum und der Landes-Kreditkommission gab, bezüglich der Kriegskosten des Siebenjährigen Kriege, kochte in seiner Amtszeit noch einmal hoch. 1828 grub Bürgermeister Steelmann aus der Tiefe des Stadtarchivs etliche Schuldscheine über Darlehen, die Bochum hergegeben hatte, aus. Er beantragte bei der Regierung Rückzahlung von Kapital (rund 4297 Thlr.) und Zinsen (81731/2 Thlr.). Daraufhin gab es eine große Erregung bei der Bezirksregierung in Arnsberg, es wurden Nachforschungen im märkischen Landesarchiv zu Hamm angestellt. Als Ergebnis erhielt der Bürgermeister eine Rüge, dass er die Regierung ohne eigene vorherige Nachforschung mit unbegründeten Schreibereien behelligt habe.
In seiner Amtszeit wurden Straßen in der Altstadt erneuert oder zum ersten Mal richtig gepflastert. Es wurde am 20. Mai 1829 eine Hundesteuer eingeführt und dieses, und die spätere Straßenbeleuchtung, zu finanzieren.
Mit der Wirkung zum 15. März 1835 wurde er unter lobenden Worten von dem Landrat von der Recke von Volmerstein in den Ruhestand versetzt und sein Nachfolger Lüdemann im Amt bestätigt. Sein Verdienst für Bochum war die Einleitung von Entwicklungen, welche aus der Kleinstadt Bochum später eine Industriestadt machte.
Seine Tochter Helene Regina heiratet am 3. Mai 1829 den Rittergutsbesitzer von Haus Dahlhausen, Hauptmann a. D. Karl Henrich Schragmüller. Damit ist Steelmann der Ahne der bekannten Spionin Elsbeth Schragmüller und des spätere SA-Führer und Polizeipräsident von Magdeburg Konrad Schragmüller.